# 傑納西 (愛達荷州)
傑納西（英語：Genesee）是一個位於美國愛達荷州拉塔縣的城市。

## 地理
傑納西的座標為46°33′00″N 116°55′30″W / 46.55000°N 116.92500°W，而該地的平均海拔高度為820米（即2680英尺）。

## 人口
根據2020年美國人口普查的數據，傑納西的面積為1.59平方千米，當中陸地面積為1.59平方千米，而水域面積為0.00平方千米。當地共有人口1030人，而人口密度為每平方千米647.8人。